# 集縮比
集縮比（英語：Concentration Rate），是ISP是用戶端電路總頻寬至ISP端頻寬比例。業者均會告知用戶下載及上傳頻寬，但該速率僅為該用戶端線路最高可能達到的瞬間速率。實際頻寬則受限於集縮比。集縮比也是ISP創造利潤的基礎，集縮比越大，越能降低ISP分攤至各用戶頻寬的線路成本。

## 外部連結
- 學者︰ＮＣＣ應要求寬頻業者 公布集縮比 （页面存档备份，存于）
- 【黑貘來說】Flat Rate, 固定費率, 吃到飽背後的意義 （页面存档备份，存于）